# 倫理知識論
道德理智主義（moral intellectualism）或倫理理智主義（ethical intellectualism）是元伦理学中的一個观点，根据该观点，真正的道德知识必须采取符合道德判斷以進行道德行动。一种理解的方式是，如果我们知道什么是对的，我们就会做对的事情。但是，这也可以解释为純粹一种理解，可以苏格拉底为例理性一致的世界观和理论生活方式优于专门用于道德生活的生活。

## 古代道德理智主義
在苏格拉底看来，理智主义就是“人们只要真正了解甚麼是正确或最佳的事情，就應做正确或最佳的事情”。美德是屬於理智的问题，因为美德和知识是相近的，因此一個人可以奉獻物品來积累和提高理智。 然而，斯多葛學派是以教导善待品德而闻名的，如此定義，苏格拉底知识分子成为了斯多葛主义的主要哲学的学说。
然而，这种观点明显出現了“苏格拉底悖论”，這是屬於意志没有缺点。即没有人故意或企图行恶（道德错误）。由此判斷出任何企图犯道德错误的人都非自愿地这样做，因美德就是知识。但美德本來並不多，而且所有美德只有一。以下為苏格拉底悖论：
- 没有人渴望自己邪恶。
- 没有人会故意犯错。
- 所有美德就是知识。
- 美德足以带来幸福。

当代哲学家认为，苏格拉底了解的真相和道德行为的观念可以等同于笛卡尔后现代知识和理性知识主义的观念。
通常，参与禁欲主義則代表着正在将自己價值觀進行改變，禁欲者不仅要确保自己记住知识，而且要学习這些知识，然后将其整合到思想當中。因此，理解真理代表著着“知识性的知识”，這是使一个人与真理相融合，并把本真實踐在自己的言语、内心和行为中。為了实现这一艰巨的任务，就需要不断的自我关注和沉思，同时也代表著着体现了真理。由此，我們可以很輕易地實踐一句諺語：“坦率地說，請求原諒。”（"to speak candidly, and to ask forgiveness for so speaking"）。而且這樣也實踐了更多道德义务。縱使为了个人利益，也可以为了共同利益说出真相。 由此可發現，當代的哲學觀點和古代對蘇格拉底哲學理解相互不同。